# Molí de les Heures
El molí de les Heures és un molí fariner que actualment és utilitzat com a segona residència ubicat al terme municipal de la Quar, al Berguedà. Està inventariat al mapa de patrimoni de la Generalitat de Catalunya com a patrimoni immoble amb el número IPAC-3539.

## Descripció i característiques
El molí fariner de les Heures, proper de la riera de Merlès, és una construcció d'estructura clàssica que reprodueix l'esquema d'una masia coberta a dues vessants i el carener perpendicular a la façana de llevant. Construït al segle xvi, fou ampliat al segle xviii amb l'annexió d'un cos rectangular al sector de migdia, que fou modificat al segle xx, al construir una tribuna d'obra moderna. Conserva la bassa, el rec i el cup, així com bona part dels mecanismes del molí fariner (rodet, moles, escairador, tremuja, etc.), situats a la part baixa de la casa. L'habitacle ocupa el primer pis.

## Història
El molí de les Heures té orígens medievals, probablement del segle xi, però l'actual construcció és del segle xvi que es va transformar al segle xviii. Era propietat del monestir de Sant Pere de la Portella, que establia els moliners en règim d'emfiteusi. L'any 1600 fra Marc Freixes va cedir-lo a Gabriel Passola i Marquesa. L'any 1696 ja era explotat per la família Heures, pagesos del terme i estadants del Mas les Heures del mateix nom situada prop del molí. En aquesta data pagaven al monestir 9 quartans de blat, delme i primícia de tots els fruits de la setena al mateix temps que estava obligat a moldre tot el blat que el monestir necessités. Fou reformat per aquesta família entre els anys 1752 i 1771 i funcionà fins després de la Guerra Civil. Tenia dues moles, l'escairador i una petita ferreria.